# Shadows from the Past (film 1915)
Shadows from the Past è un film muto del 1915 diretto da Richard J. Ridgely.

## Produzione
Il film fu prodotto dalla Edison Company.

## Distribuzione
Distribuito dalla General Film Company, il film uscì nelle sale cinematografiche statunitensi il 20 agosto 1915.